# A1 (motorväg, Bulgarien)
A1 är en motorväg i Bulgarien som går mellan Sofia och Burgas via Plovdiv. Vägen är färdigbyggd. Det sista avsnittet på 32 km mellan städerna Zimnitsa och Karnobat i östra Bulgarien stod klart i juli 2013. Detta är en del av Europavägen E80.
Det pågår utbyggnader av motorväg från Sofia och västerut till Kalotina vid serbiska gränsen, som ett led i ett gemensamt europeiskt motorvägsprojekt där Sofia får motorvägsförbindelse med Belgrad. På detta sätt innebär det en motorvägsförbindelse där Turkiet knyts ihop med övriga Europa genom motorväg A3.

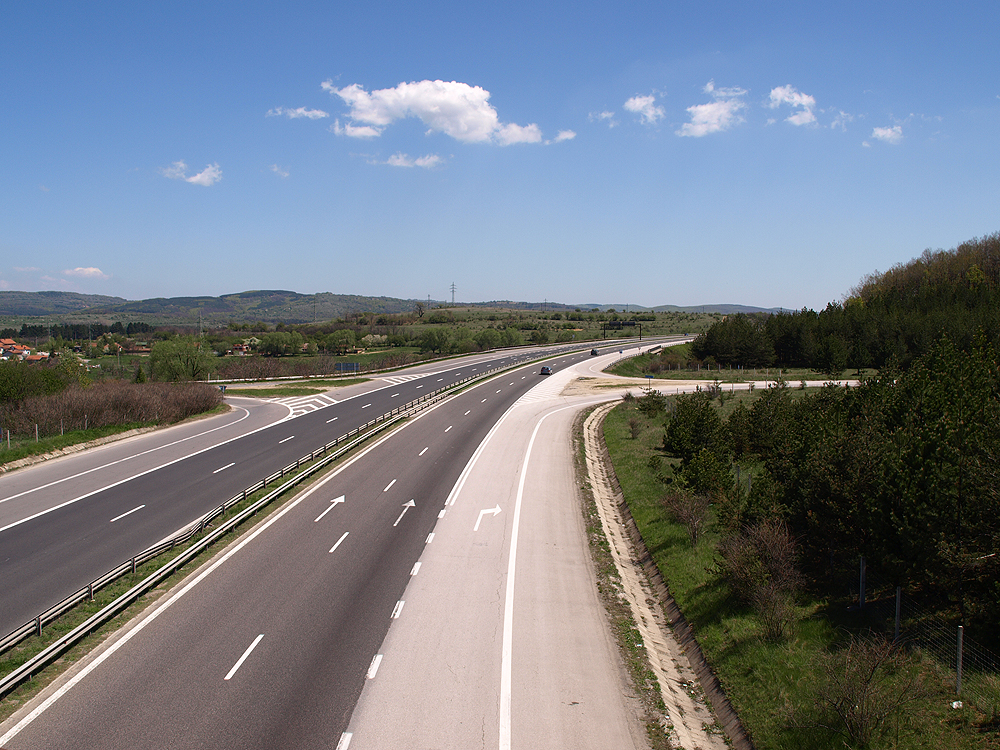
Motorvägen A1